# 印度能源政策
印度能源政策（英語：energy policy in India）的目標在增加印度本土能源，降低能源貧困，且更注重開發替代能源，特別是核能、太陽能和風能。該國於2021-22財政年度（於2022年3月31日截止）能源進口依賴度為40.9%。該國於2022-23財政年度的一次能源消費成長為13.3%，數量位居全球第三（佔全球比例6%），僅次於中國和美國。該國於2018年（曆年制）的一次能源消耗總量809.2百萬噸石油當量（Mtoe）中，各種能源佔比為：煤碳（452.2Mtoe，45.88%）、石油（239.1Mtoe，29.55%）、天然氣（49.9Mtoe，6.17%）、核能（8.8 Mtoe，1.09%）、水力發電（31.6Mtoe，3.91% ）及再生能源（27.5Mtoe，3.4%，不包括傳統使用的生物質燃料），其中化石燃料佔絕大部分。印度於2018年淨進口原油及其產品近2.053億噸、液化天然氣（LNG）26.3Mtoe、煤碳141.7Mtoe，總計373.3Mtoe（即3.733億噸石油當量），佔該國一次能源消耗總量的46.13%。印度在很大程度上依賴進口化石燃料以滿足其能源需求 - 有預測認為該國到2030年對進口能源的依賴程度將超過該國能源消耗總量的53%。
印度約80%的電力由化石燃料產生。印度在2017年（曆年制）的發電量處於剩餘狀態，同時也是個少量電力出口國。該國自2015年底以來有龐大的發電能力因需求不足而處於閒置狀態。印度的再生能源產量於全球排名第二（僅次於中國），2016年的產量為208.7Mtoe。 印度於2016年的碳強度為每千瓦時（kWh）0.29公斤二氧化碳，高於美國、中國和歐盟的。印度於2021年中來自能源、工業製程、採礦甲烷洩漏和火焰燃除等人為二氧化碳排放總量為27.972億噸，佔當年全球排放量的7.2%。 印度於2022-23財政年度的農業部門能源強度比工業部門低七倍（見表8.9）
印度於2020-21財政年度不包括傳統生物質使用的人均能源消耗為0.6557Mtoe，印度經濟的能源強度為每印度盧比0.2233百萬焦耳（Mega Joules）。印度於2017年的整體能源自給率達到63%。由於該國經濟快速擴張，是全球成長最快的能源市場之一，預計至2035年將成為全球能源需求的第二大成長國，於全球能源消耗增加數量中佔18%。鑑於印度不斷增長的能源需求和有限的國內石油和天然氣儲量，該國制定有頗具雄心的計劃來擴大其再生能源，並大力推動核能發電計劃。印度擁有全球第四大風力發電能力，也計畫在2022年新增約10萬MW（即100吉瓦。MW=百萬瓦，吉瓦=十億瓦）太陽能發電裝置容量。印度也設想在25年內將核電在總發電量的佔比從4.2%提高到9%。該國有5座在建核子反應爐（排名世界第三），並計劃在2025年再增建18座（排名世界第二）。該國於2018年在能源產業的投資佔全球總投資（1.85兆美元）的4.1%（750億美元）。
印度能源政策的特點是在四個主要驅動因素之間取得權衡：
- 快速增長的經濟：印度經濟迅速增長，需要穩定可靠的電力、天然氣和石油產品供應。[25]
- 不斷增加的家庭收入：隨著家庭收入增加，需要價格合理且充足的電力和清潔烹飪用燃料。
- 有限的國內化石燃料儲量：印度國內化石燃料儲量有限，需要大量進口天然氣、原油，甚至於最近開始進口煤炭。
- 室內、城市和區域環境影響：需要採用更清潔的燃料和技術來解決室內、城市和地區性的環境問題。

印度：2019-20財年各產業一次能源總消費量為87,599萬億焦耳。
印度：2017年一次能源總供應為882百萬公噸石油當量（Mtoe）

## 化石燃料

### 石油和天然氣

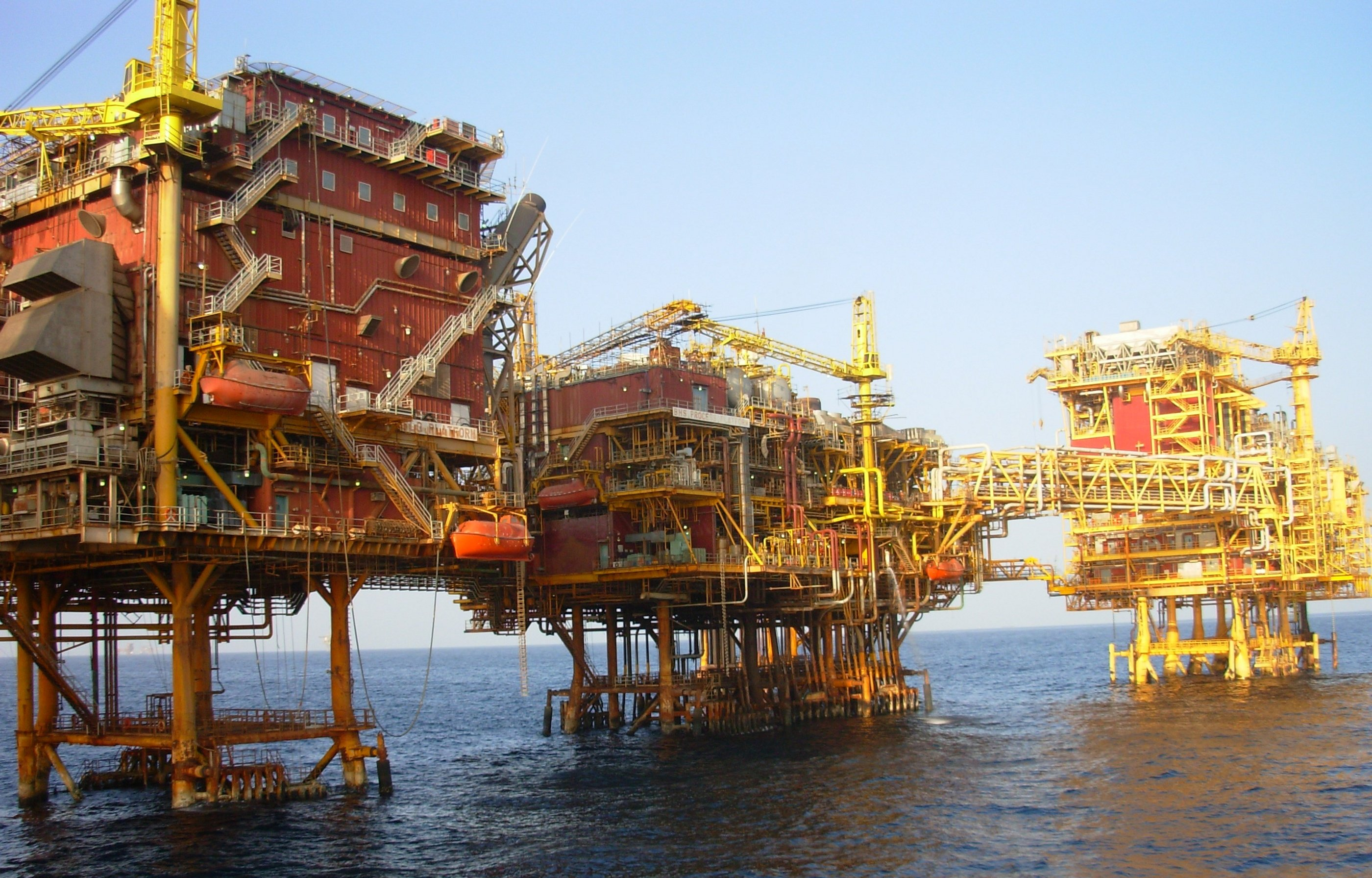
印度石油天然氣公司（ONGC）設於阿拉伯海上孟買高地油田的鑽油平台。

印度有龐大的石油進口逆差。

同樣的，印度也有龐大的石油氣進口逆差。

印度於2020年的石油消費量為466.9萬桶/日，排名全球第三，僅次於美國和中國。 該國於2019年進口2.217億噸原油和4,440萬噸精煉石油產品，出口6,070萬噸精煉石油產品。印度是僅次於中國的全球第二大原油及其產品淨進口國。印度利用進口原油建立起超額的煉油產能，用於出口精煉石油產品。將該國精煉石油產品的出口和進口一併考慮，等於該國原油淨進口量將減少四分之一。 該國於2019年天然氣產量為269億立方公尺，而消費量為597億立方公尺。
印度於2012-13財政年度的原油產量為3,786萬噸，天然氣產量為406.79億標準立方公尺（近2,685萬噸）。原油及石油產品淨進口量14,670萬噸，價值56,114億印度盧比。其中包括953.4萬噸LNG，價值2,821.5億印度盧比。國際上的LNG價格（100萬英熱單位LNG=0.1724桶原油（BOE）=29.52立方米天然氣=21公斤天然氣=29.2公升柴油=21.3公斤液化石油氣（LPG）=0.293MW）就熱值而言訂在原油價格以下。LNG正逐漸獲得作為無需再氣化的公路和海上運輸用燃料。截至2016年6月，LNG氣價格已比石油平均價格下跌近50%，使其成為交通運輸領域比柴油/燃料油更為經濟的燃料。印度於2012-13財政年度消耗1,574.4萬噸汽油和6,917.9萬噸柴油，主要是花費巨額外匯進口原油而生產的。使用天然氣以取暖、烹飪和發電並不經濟，因為越來越多本地生產的天然氣將轉化為液化天然氣，用於運輸部門以減少原油進口。將舊柴油重型車輛改裝為使用LNG將有成本優勢。除常規天然氣外，煤碳氣化、煤層氣、和生物燃氣/可再生天然氣也可成為LNG的原料，形成分散的LNG生產基地，滿足散佈各處的需求。如能將大多數重型車輛（包括柴油驅動的火車引擎）轉換使用LNG，可大幅減少柴油消耗，同時降低營運成本和降低污染排放。天然氣/甲烷還可不需高昂成本而轉為氫氣和碳煙，且不會排放任何溫室氣體，氫氣可用於燃料電池，為運輸部門提供動力。
由於國營的印度石油天然氣公司 (ONGC) 收購蘇丹、敘利亞、伊朗和奈及利亞等國油田的股份，而致與美國間發生緊張外交關係。由於中東政局不穩定和印度國內能源需求不斷增加，迫使該國減少對歐佩克石油的依賴，並設法增強國家能源安全。主要由ONGC和信實工業領導的幾家印度石油公司已開始在印度多個地區（包括拉賈斯坦邦、克里希納·戈達瓦里盆地和印度東北部）大規模探勘石油儲藏。
印度擁有近63兆立方英尺（兆=萬億）可供開採的頁岩氣，全數開採後可滿足該國20年的需求。印度正在非洲莫三比克開發海上天然氣田。

### 煤碳

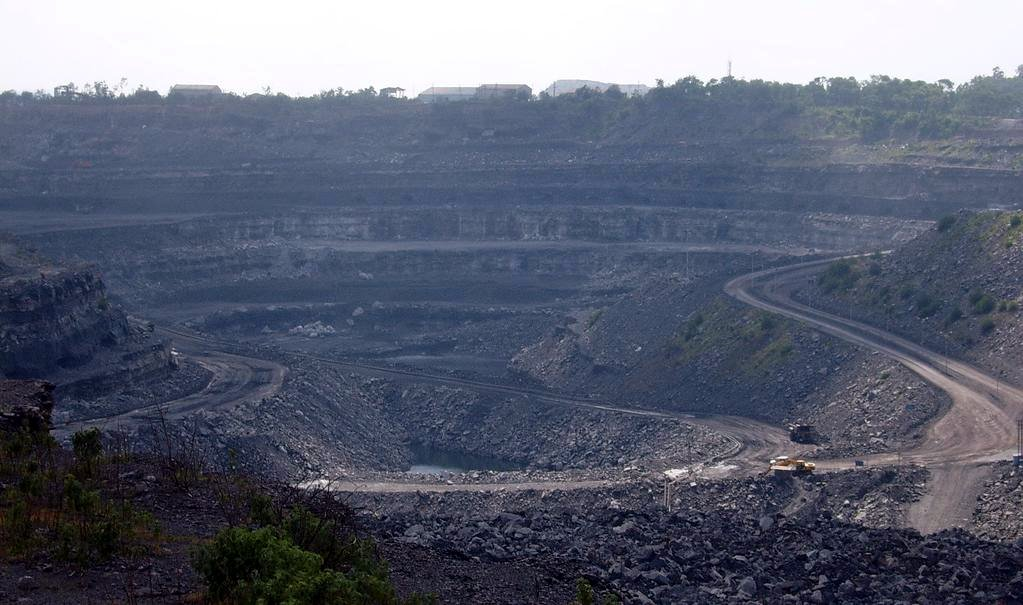
位於印度賈坎德邦的一處露天開採煤礦。

截至2021年4月1日，印度已探明煤碳儲量接近1,770億噸，位居全球第三。煤碳是印度主要的一次能源，於2018年佔該國能源消費的56.90%，相當於452.2Mtoe。
印度於2023年是全球第二大煤碳生產國。該國也是全球第二大煤碳進口國，於2018年的進口量為141.7Mtoe，同時也是第二大煤碳消費國，於2018年的使用量為452.2Mtoe。印度擁有世界上最大的煤碳公司，該公司控制全國85%的煤碳產量，佔世界總產量（包括褐煤）的7.8%。 全球於2013/2012兩年排名前五位的硬煤和褐煤生產國各為：中國3,680百萬噸/3,645百萬噸、美國893百萬噸/922百萬噸、印度605百萬噸/607百萬噸、澳大利亞478百萬噸/453百萬噸和印尼421百萬噸/386百萬噸。然而印度所產的煤碳熱值較低，將2013年所產的換算為石油當量噸數，為228Mtoe，在全球煤碳產量中排名第五（佔比5.9%）。印度燃煤發電廠的發電容量佔印度總裝置容量的59%。印度煤碳除用於發電之外，也大量用於水泥生產。石油焦的價格低於印度當地生產的煤碳，正用於取代水泥廠所用的煤炭中。印度與2021-22財政年度進口近2.09億噸動力煤和煉焦煤，佔總消費量的20%，以滿足該國電力、水泥和鋼鐵生產的需求。 印度當年進口的煉焦煤接近5,716萬噸，約為總消費量6,374萬噸的90%。
將煤碳或褐煤，或是石油焦，生物質氣化，可產生合成氣（也稱為煤氣或木煤氣），它是氫氣、一氧化碳和二氧化碳的混合物。煤氣可透過低壓高溫的費托合成轉化為合成天然氣。如果煤礦位於地下深處或開採成本過高，也可直接將地下煤碳氣化以生產煤氣。合成天然氣生產技術可望顯著改善印度的天然氣供應。 充分利用當地生產的煤碳可滿足該國運輸部門的需求。位於Dankuni的產煤綜合體所生產的合成氣透過管道輸送到加爾各答的工業用戶。許多以煤碳製造化肥的工廠也可經低成本改造，以生產合成天然氣。估計合成氣的生產成本可能低於每百萬英熱單位6美元（20美元/百萬瓦時）。。位於奧迪薩邦塔爾切爾一間以煤碳生產化肥的工廠正處於建廠的最後階段，這座工廠使用當地煤碳與來自煉油廠的石油焦混合，將可年產121萬噸尿素。印度計劃在2030年使用1億噸煤碳作氣化之用。
印度最近批准建造新的燃煤發電廠，以配合該國經濟快速成長而日益增長的電力需求。此做法面臨增加環境污染和全球溫室氣體排放的批評，但此類行動反映出印度為確保穩定能源供應的務實做法。此外，印度政府也延長位於泰米爾納德邦杜蒂戈林等老舊燃煤電廠的營運年限，縱然該國正在努力整合更多再生能源，此舉也突顯煤碳在印度能源戰略中的重要性。
印度已承諾減少對煤碳的依賴，但其快速增長的經濟和不斷增長的能源需求卻反映出不同的現實。前述杜蒂戈林的燃煤發電廠因無法符合污染標準而原定該關閉，但仍在全力運作。這種情況顯示一種廣泛的全國趨勢，即對穩定可靠電力的需求往往優於環境問題。印度各地許多較舊的燃煤發電廠不但仍在運營，甚至還有進行擴建者。面對確保穩定電力供應的挑戰，印度政府往往將滿足當前需求，置於其環境承諾之前。此一情勢將嚴重衝擊印度的環保政策，並阻礙其對全球減碳目標能做的貢獻。

## 再生能源
迄2017年5月，印度太陽能光電價格已降至每千瓦時2.44印度盧比（2.9美分），低於印度任何其他類型的電價。而在2020年，該國太陽能光電均化電價已降至1.35美分/千瓦時（度）。混合太陽能發電（太陽能光電、風電和聚光太陽能熱發電三者混合）的成本遠低於使用會產生污染的燃煤/燃氣發電來克服再生能源的間歇性問題。太陽能電力價格將成為決定其他燃料價格（石油產品、天然氣/生物燃氣/LNG、壓縮天然氣、LPG、煤碳、褐煤、生物質等）的基準價格，這些價格將根據其最終用途和優勢來決定。

### 生物燃料

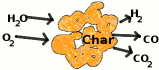
生物炭/煤碳氣化過程示意。

碳質燃料的熱裂解過程示意。

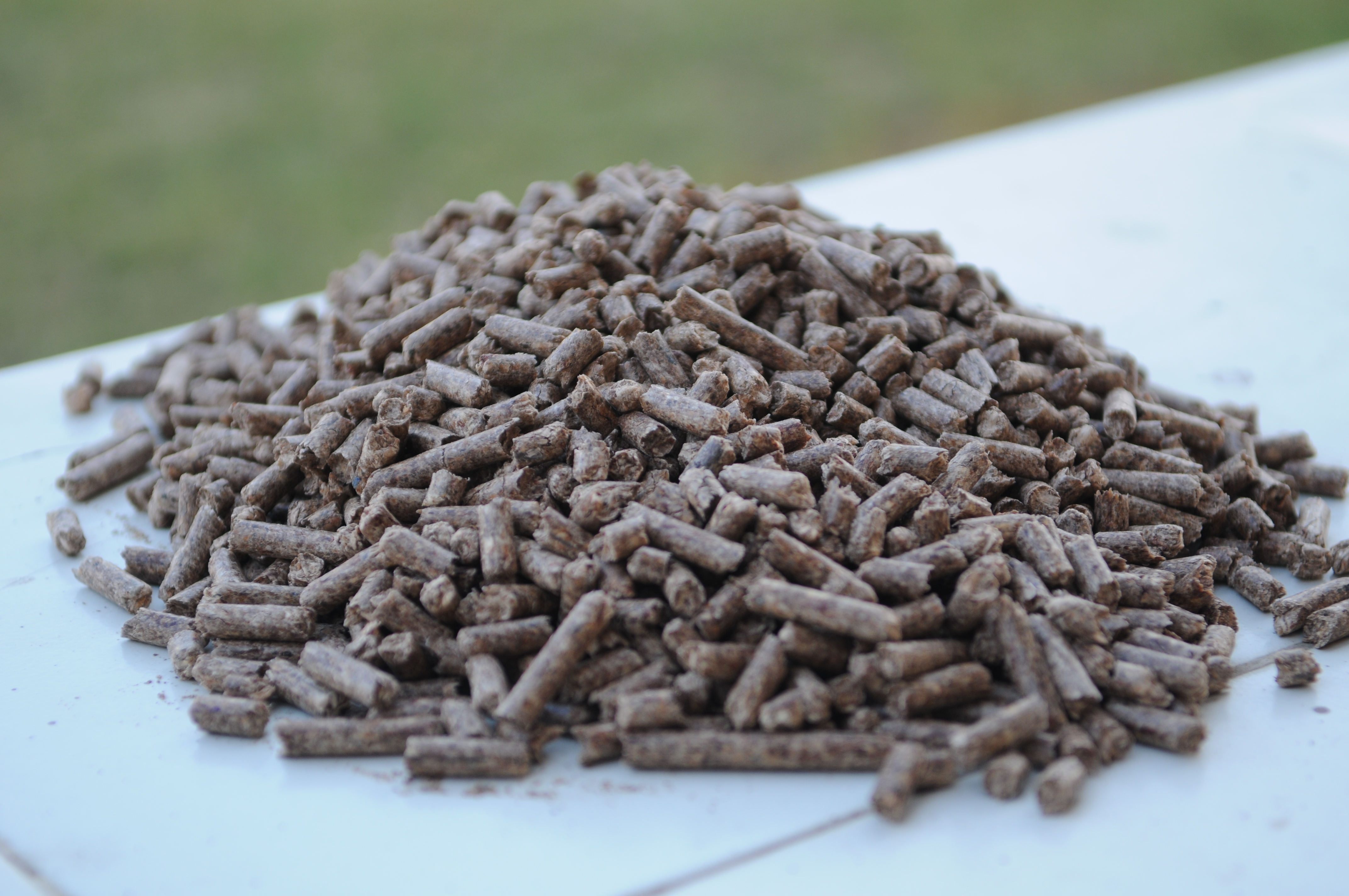
印度產的生物質顆粒燃料。

生物質氣化hou q所產生的合成氣可轉化為碳中性甲醇。印度每年產出近7.5億噸家牛無法食用的生物質，但可製成高附加價值的燃料，如能善加利用將可取代進口原油、煤碳、LNG、尿素肥料等。生物質將在印度能源領域自給自足和碳中和方面發揮重要的作用。
印度進口大量煤碳，經粉碎後在發電廠中燃燒發電。由於生物質有結塊問題，難以粉碎，不適合在此類粉碎機中處理。然而100%的生物質可經焦化後再粉碎，用來取代煤碳。印度西北部和南部地區可使用剩餘農産/農作物殘留，經焦化後以取代進口的煤碳。生物質能發電廠還可透過出售再生能源購買證書（RPC）獲得額外收入。印度中央政府已規定自2022年10月起所有燃煤發電廠必須加入生物質（至少5%）混燒。
印度於水泥生產方面已使用碳中性生物質來取代煤碳以大幅減少碳足跡。
生物燃氣的主要成分為甲烷，也可通過培養甲基球菌，以極少的土地和水資源生產出富含蛋白質的飼料，供家牛、家禽和魚類養殖用途。 工廠產生的二氧化碳廢氣可以低成本方式生產藻類油，尤其適合在印度等熱帶國家發展，未來或可取代石油為主的地位。
信實工業已透過其石油焦/煤碳氣化爐用於焦化生物質，之後生產氫氣，並計劃使用催化式氣化製程安裝一座日產50噸的藍氫（通常為利用蒸汽重整法從天然氣中提煉氫氣，並在過程中採用碳捕集與封存技術將大約60%的二氧化碳捕獲，由此而得的氫氣稱為藍氫）試點工廠。印度的三家公營石油行銷公司 (Oil Marketing Company，簡稱OMC) 目前正在全國各地建立12個第二代乙醇工廠，預備收集農業廢棄物並將其轉化為生物乙醇。印度於2018年設定生產1,500萬噸生物燃氣/壓縮生物天然氣的目標，興建5,000座大型商業型生物燃廠，每座工廠可日產12.5噸壓縮生物天然氣。截至2022年5月，已有近35個此類工廠在運作中。
生物丙烷也可由非食用植物油、廢食用油、廢動物脂肪等生產。

### 水力發電
估計印度水力發電潛力為125,570MW（假設容量因子在60%的情況下）。印度擁有全球第四大的未開發水力發電潛力。目前，印度已評估的小型、迷你型和微型水力發電方案的裝機容量已達6,780MW。同時，為滿足尖峰電力需求和灌溉用水，印度已確定56個抽水蓄能發電方案場址，總裝機容量高達94,000MW。
截至2018年5月31日，印度水力發電裝置容量為45,315MW。該國水力發電量在全球排名第六，僅次於中國、加拿大、巴西、美國和俄羅斯。印度於2017-18財政年度的水力發電總量為1,261.23億千瓦時，以60%容量因子計算，發電量為24,000MW。到目前為止，水力發電產業由各邦和中央政府擁有的公司主導，但隨著私營部門參與開發喜馬拉雅山脈（包括印度東北部）的水力潛力，該產業將會成長更快。在印度中部有戈達瓦里河、默哈訥迪河、納加瓦利河、瓦姆薩達拉河和訥爾默達河流域的水力發電潛力，由於遭到當地土著的反對而尚未進行大規模開發。
抽水蓄能發電（包括離河抽水蓄能）是在以太陽能和風能等間歇性再生能源發電為主的電網中用作電力負載管理的理想方式。隨著印度從電力短缺轉向電力盈餘（該國於2017年成為電力淨出口國），抽水蓄能發電將會面臨很大的需求，既能滿足高峰負載需求，並能儲存剩餘電力。當河流氾濫時，它們還可免費產生二次/季節性電力。使用其他系統（例如電池、壓縮空氣儲能技術等）儲存電力比使用抽水蓄能的成本更高。印度已建立近4,785MW的抽水蓄能發電容量，成為該國水力發電容量建構中的一部分。

### 風力發電

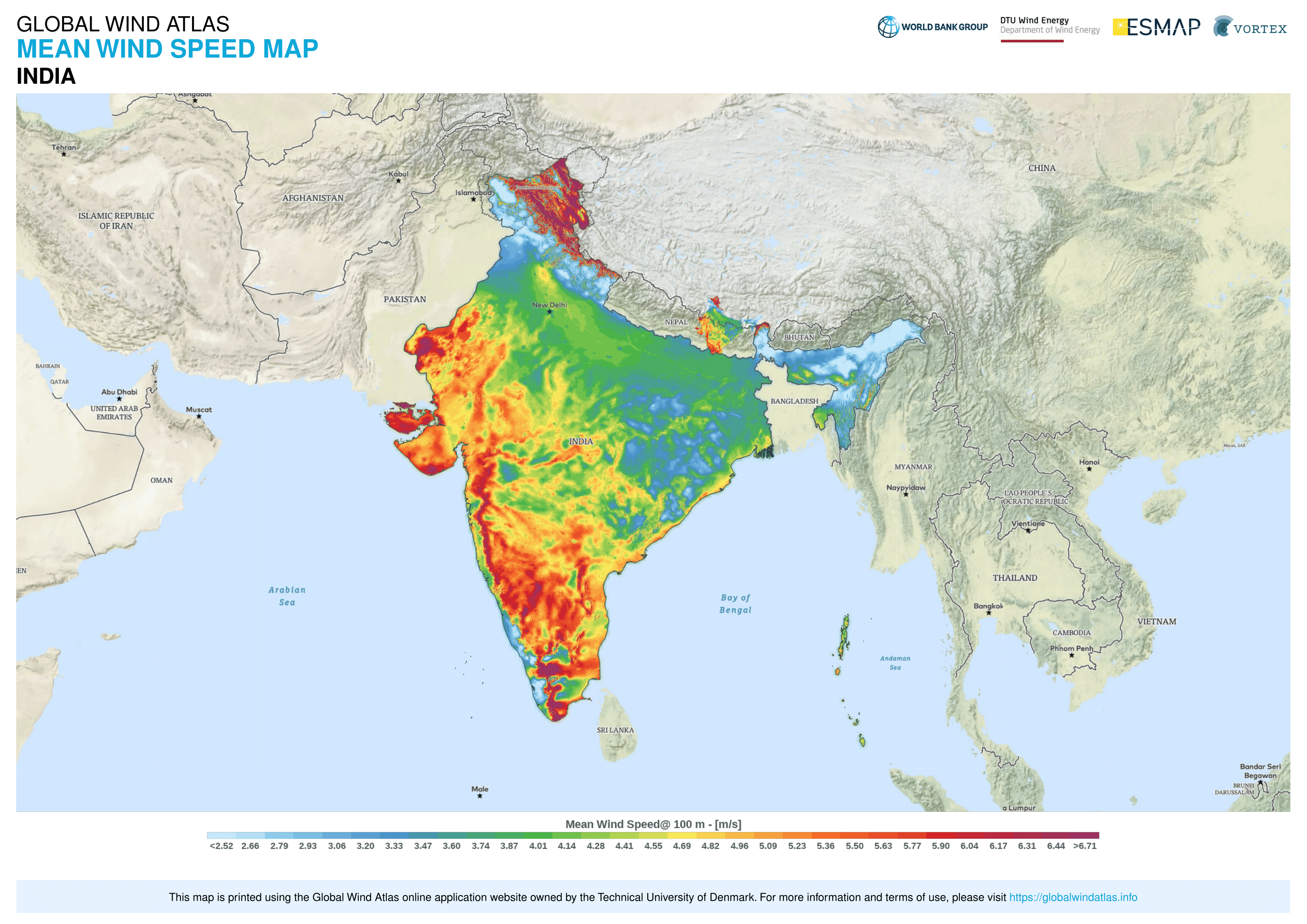
印度平均風力分佈地圖。

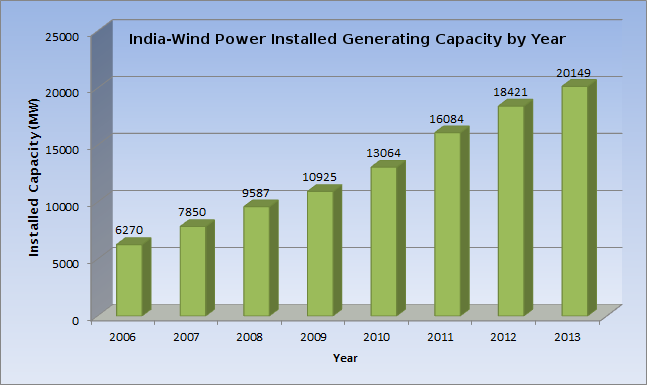
印度自2006年起歷年裝設風力發電容量狀況。

印度擁有世界第四大風電裝置容量。截至2017年12月31日的裝置容量為32,848MW，較前一年增加4,148MW。風電佔印度發電總裝置容量近10%，於2017年的發電量為526.66億千瓦時（度），佔2017-18財政年度發電總量近3%，佔同年產能利用率接近16%。

### 太陽能

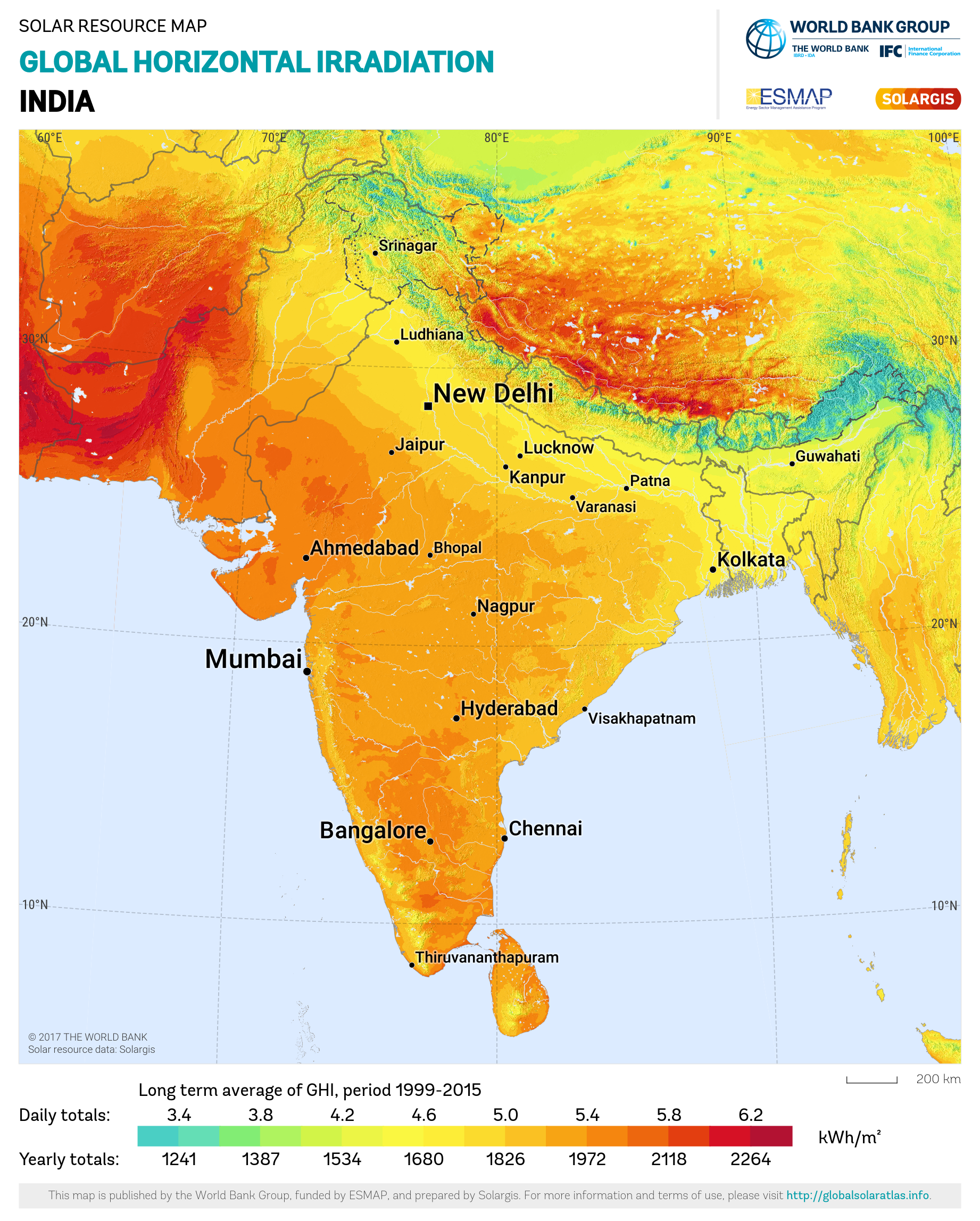
印度1999年-2015年平均太陽輻照量。

印度每年的太陽輻照量約為5,000兆千瓦時（即約600太瓦，1太瓦=一兆瓦），遠超過該國目前的一次能源消耗總量。印度的長期太陽能潛力可能是全球最大，因為該國是個高太陽輻照和巨大潛在消費密度的理想組合。影響一地區能源強度的主要因素是溫度控制所需的能源成本。此對大部分位於熱帶的印度具有優異的能源經濟意義。
安裝太陽能光電廠每MW容量需要用到近2.0公頃（5英畝）的土地，這與傳統的燃煤電廠和水力發電廠（考慮到煤礦開採、水庫淹沒區等因素）所需的土地面積相當。印度可在該國土地面積的1%（約32,000平方公里）上安裝容量為133萬MW（133百萬瓦，或133吉瓦）的太陽能光電面板。印度各地存在大片貧瘠、光禿、缺乏植被的土地，佔全國總面積的8%以上，可供太陽能光電發電所用。如果將這些無用土地中的3.2萬平方公里用於太陽能光電發電，估計一年可產生2,000吉瓦（GW，1GW=10億瓦）時的電力，是該國2013-14年總發電量的兩倍。以2.75印度盧比/千瓦時（度）的價格和每年180萬度/的發電量計算，表示這類土地年生產力/產量為每公頃100萬印度盧比（12,000美元），與許多工業區相比毫不遜色，且高出許多良好農地許多倍。此外，在貧瘠的土地上建造太陽能光電發電廠具有可替代印度所有化石燃料能源需求（天然氣、煤碳、褐煤和原油）的潛力，並可能提供與美國/日本相當的人均能源消耗，以滿足其人口轉型期間達到峰值人口的需求。

#### 太陽熱能發電

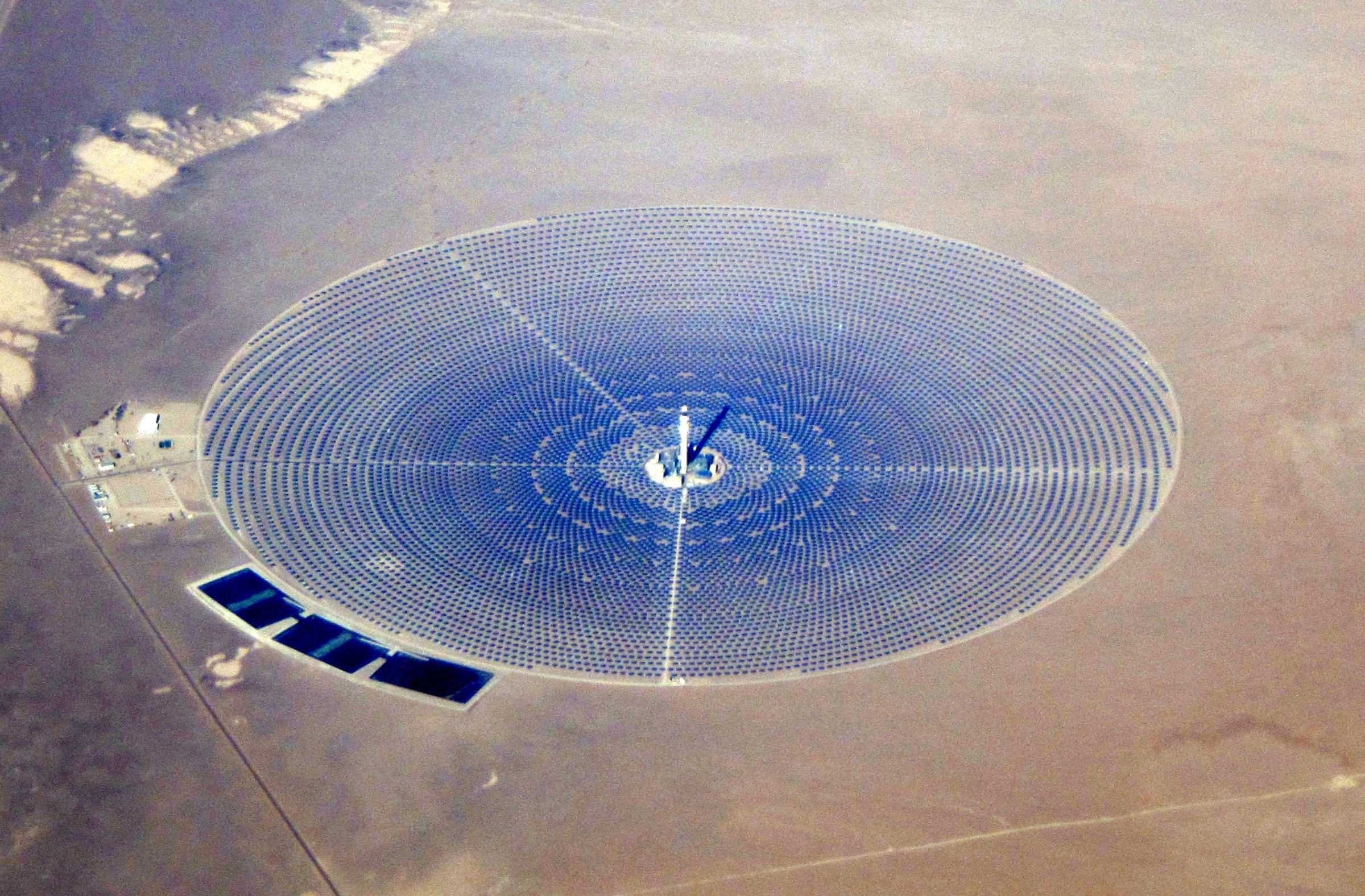
位於美國拉斯維加斯東北方的新月沙丘太陽能發電計畫，為一塔式太陽熱能發電廠。

印度商業太陽熱能發電廠裝置容量為227.5MW，其中於安德拉邦有50MW，於拉賈斯坦邦有177.5MW。太陽熱能電廠正成為較化石燃料發電廠更便宜（6歐元/千瓦時）和更清潔的負載跟隨發電廠。它們可將白天多餘的太陽熱能儲存，充當基本負載發電廠以滿足負載及需求。太陽熱能和太陽能光電經適當組合後可完全匹配負載波動，而不需裝設昂貴的電池儲存。

#### 與灌溉抽水站和水力發電廠協同作用

太陽能光電面板的價格自1977年以來大幅下降，使得此種發電變得越來越具有成本效益。而化石燃料終有枯竭之日，價格會越來越貴。

太陽能（僅限光電）的主要缺點是它在夜間和陰天無法發電。在印度可透過安裝抽水蓄能發電廠來儲存白天產生的剩餘電力，以滿足夜間電力高峰需求。在印度設想中的印度河流互聯計畫，源自沿海水庫的堤防運河還具有抽水蓄能發電功能，以儲存白天的剩餘電力，並在夜間重新轉化為電力。此外，所有現有和未來的水力發電廠都可透過建設額外的抽水蓄能發電機組進行擴建，以滿足夜間電力消耗。印度大部分地下水抽水灌溉電力可直接由太陽能提供。印度為實現糧食安全，需要實現水安全，而這只有透過能利用水資源的能源安全才能實現。

#### 電動載具
印度汽油和柴油的零售價格很高，使得採用電動載具會相對更為經濟，因為不久後將有越來越多的太陽能發電生產低成本的電力，且不會產生明顯的環境影響。 許多獨立發電廠於2018年提出以低於3.00印度盧比/千瓦時的價格將太陽能電力饋送至高壓電網。這個價格遠低於交通部門以太陽能取代汽油和柴油的可負擔零售電價。
於2021-22財政年度，柴油零售價為101.00印度盧比/公升，汽油零售價為110.00印度盧比/公升。替代柴油的可承受電力零售價最高為19印度盧比/千瓦時 。替代汽油的可承受電力零售價格最高為28印度盧比/千瓦時。 印度於同年度消耗3,084.9萬噸汽油和7,668.7萬噸柴油，主要是依賴支付巨額外匯進口原油而生產的。
閒置中的電動載具也可將車用電池發揮V2G的作用，以滿足電網的尖峰負載。當儲能/電池技術變得體積更小、能量密度更高、續航時間更長且維護需求不高時，電動載具將在未來會變得更為流行。

## 其他

### 核電

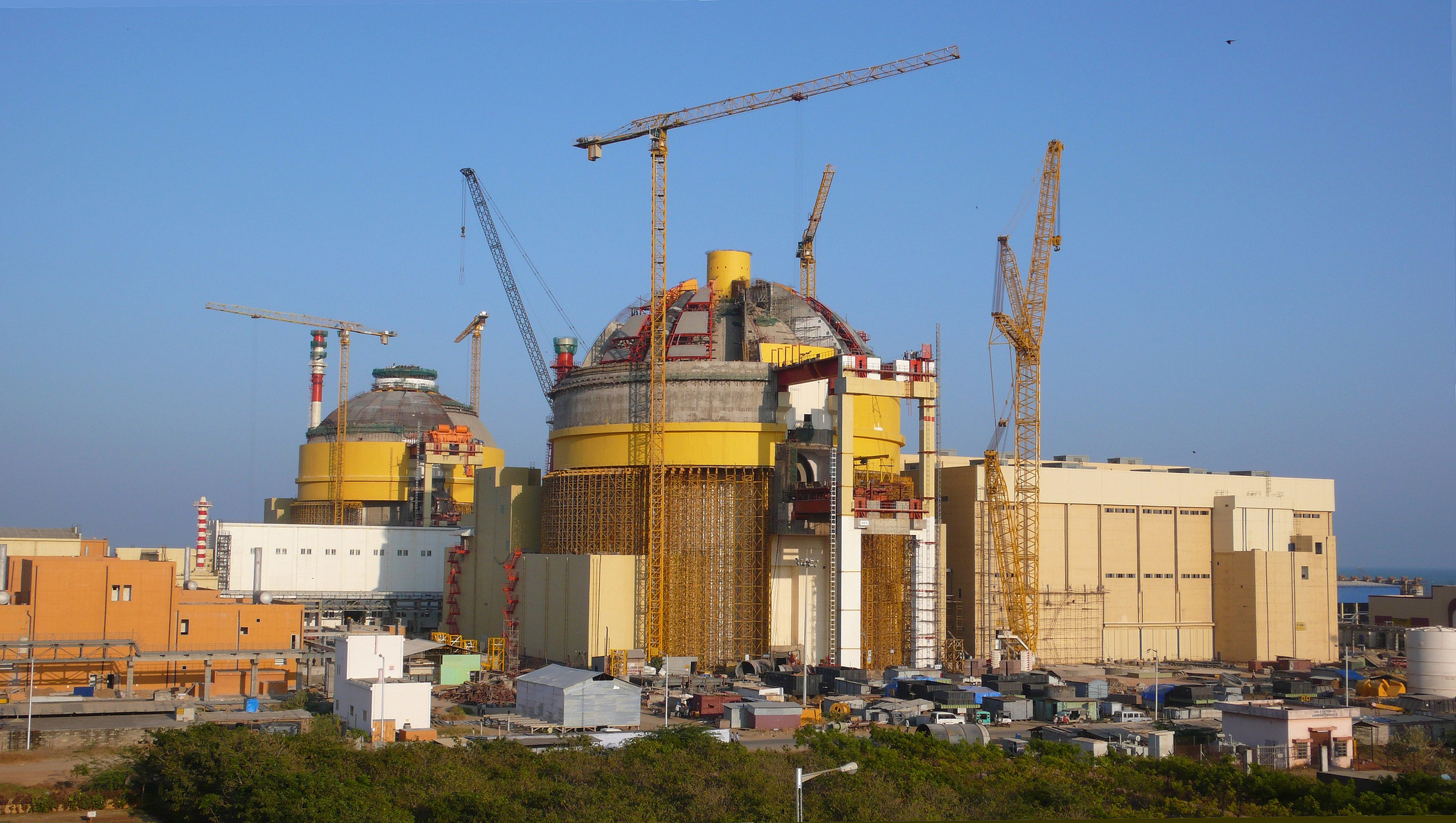
攝於2009年，興建中的庫丹庫拉姆核電廠（簡稱KNPP，位於坦米爾那都邦）是印度單一最大的核電廠，有兩部容量1,000MW的發電機組。

印度擁有進展迅速且活躍的核電計劃，其核電裝置容量預計到2020年將達到20吉瓦。迄2023年底，該國的核電裝置容量為8吉瓦，位居世界第8。
印度核電計畫的致命弱點是該國並非《核武禁擴條約》簽署國。而在史上多次因此阻礙其獲得擴大核工業極為重要的核子技術。印度此舉的另一後果是其大部分核能計劃均須在國內開發，如同該國的核武計劃一樣。印度與美國簽訂的美印和平原子能合作條約可能是印度獲得先進核子技術的一種方式。
印度一直使用的是進口濃縮鈾，且受到國際原子能總署（IAEA）的監督，但該國已開發出核燃料循環的各個方面來支持其反應爐。某些技術的發展受到有限核燃料進口的嚴重影響。重水反應爐的使用對該國特別有吸引力，因為它可在幾乎不濃縮的情況下使用鈾燃料。印度在開發以釷為中心的燃料循環方面也花費大量心力。雖然印度的鈾礦儲量極其有限，但釷的儲量卻大得多，並且使用相同質量的釷燃料可提供數百倍的能量。釷在理論上可用於重水反應爐，這一事實即有可能是印度朝此方向發展的原因。位於清奈南邊的馬德拉斯/卡爾帕卡姆原子能發電廠正在建造一座原型反應爐，將以鈾-鈈混合燃料為動力，同時利用反應產生的輻射來照射釷毯，使其轉化為可裂變物質，以實現新型核燃料循環。

### 氫能
印度於2003年提出設立國家氫能開發路線，並於2006年經核准後開始整合機構和研究中心進行發展。印度於2003年加入國際氫氣及燃料電池經濟夥伴關係）(簡稱IPHE)，此夥伴關係除印度外，另澳大利亞、美國、英國、日本等18個國家加入。夥伴關係幫助印度建立氫氣作為能源的商業用途。印度已使用石油焦氣化爐從生物質生產藍氫。該國已核准有近412,000噸/年產能的專案，預定於2026年底完工，以生產綠氫。
氫氣是一種碳中性燃料。印度的太陽能電價已經低於可負擔的價格，可用其電解水產生氫氣以取代汽油作為運輸用燃料。採用氫氣燃料電池技術的車輛，效率比使用柴油/汽油引擎提高近兩倍。氫氣可由電分解甲烷來廉價產生，而不排放任何溫室氣體，也可從碳中性生物質產生的木煤氣中萃取。
一輛燃料電池載具每行駛10公里除會產生一公升的水之外不會有任何其他排放。任何中型或重型車輛都可改裝為燃料電池汽車，因為其系統功率密度（瓦/公升）和功率重量比（瓦/公斤）與內燃機相當。具有規模經濟產量的燃料電池引擎的成本和耐用性與汽油/柴油引擎相當。
印度目前多餘的發電能力接近5,000億千瓦時/年，另有75,000MW的常規發電容量正在興建中（未包括於2022年實現175,000MW再生能源發電的目標）。使用5,000億千瓦時電力產生的氫燃料可取代印度重型和中型車輛所消耗的全部柴油和汽油，而無需進口生產此類油品的原油。使用氫氣來取代目前噴氣機使用的航空煤油也是一看似有前途的提議。優先將汽油/柴油驅動的道路車輛轉換使用燃料電池，將節省巨額的原油進口成本，並充分利用閒置電力基礎設施，可對整體經濟成長產生重大推動作用。德里提供加氫的壓縮天然氣，以降低舊式公車的污染排放。

### 電力替代進口LPG和PNG
印度於2021-22財政年度的LPG淨進口量為1,660.7萬噸，國內消費量為2,550.2萬噸。LPG進口量佔總消費量近57%。當鋼瓶裝LPG零售價（不含補助）為每14.2公斤1,000印度盧比時，若以電能取代LPG作為家庭烹飪燃料，且電費為每度10.2元，在考量兩種燃料的熱值與加熱效率後，其單位能量成本差異並不大。此舉可顯著降低對LPG的進口需求。
印度在2021-22財政年度用於家庭烹飪需求的管道天然氣 (PNG) 為121.75億標準立方公尺，幾乎佔當年全國天然氣總消耗量的19%。同年天然氣/LNG氣進口量佔總消費量近56%。當管道天然氣零售價為每標準立方米47.59印度盧比時，若以電能取代管道天然氣作為家庭烹飪燃料，且電費為每度10.2元，則在考量兩種燃料的熱值與加熱效率後，其單位能量成本差異並不大。此舉可顯著降低對LNG的進口依賴。
印度在2021-22財政年度的國內煤油消費量為149.3萬噸，其中家庭用量佔比86.5%（約129.1萬噸）。政府實施煤油價格補貼政策，零售價為每升15印度盧比 ，遠低於國際市場價格（約79元/升）。若以電能取代煤油，當電價為每度電15.22印度盧比時，在考量兩種燃料的熱值與加熱效率後，其單位能量成本差異並不大。此舉可顯著降低對煤油的進口依賴。
於2022-23財政年度，印度燃煤發電廠（近212吉瓦）的容量因子僅為64.15%。但當需求充足時，容量因子可提升到85%，因此可額外增加淨發電量近4,500億千瓦時，足以取代國內各部門所有的LPG、管道天然氣和煤油消耗。額外發電的成本僅為煤炭燃料成本，不到3印度盧比/千瓦時。提高燃煤發電廠的容量因子，並鼓勵國內消費者在家庭烹飪中使用電力將可取代前述石化燃料，並減少政府補貼。有人建議為放棄液化石油氣/煤油補貼許可證的國內消費者提供免費電力連接，並補貼電費。
印度的電力需求通常在早上和晚上達到高峰，主要是由於熱水所需的電力。為緩解尖峰電力需求，可使用熱泵式熱水器，在相同的負載下，其耗電量可較傳統電熱水器減少2至3倍。
在微型、小型和中型企業（通稱中小型企業）中，也有很大的比例可從化石燃料轉換使用電力以降低生產成本，前提是須確保有不間斷的電力供應。印度獨立發電廠從2017年起一直以低於3.00印度盧比/千瓦時的價格饋入高壓電網以出售太陽能和風能電力。將配電成本和損失列入考慮後，太陽能電力似乎是替代印度國內和中小型企業部門使用的LPG、管道天然氣和煤油等的可行選擇。 印度再生能源發電商於2024年8月將以4.98印度盧比/千瓦時（0.06美元/千瓦時）的價格提供固定且可調度的電力，在價格上有取代前述化石燃料的誘因。

## 與週邊國家能源貿易
印度電價便宜，但與許多國家相比，人均用電量較低。雖然印度人均用電量較低，但因為煤碳生產和運輸基礎設施得到充分發展，該國在第12個五年計畫（2012年至2017年）期間達到有多餘發電容量的地步。印度一直持續出口電力到孟加拉國和尼泊爾兩國，也從不丹進口其多餘的水電。印度將多餘的電力出口，以換取巴基斯坦、孟加拉國和緬甸三國生產的天然氣。
孟加拉國、緬甸和巴基斯坦三國所生產的天然氣多數用於發電。三國每天的產量各為5,500萬立方公尺、900萬立方公尺和1億800萬萬立方公尺，每日各自用於發電的數量為2,000萬立方公尺、140萬立方公尺和3,400萬立方公尺。而印度本身所產天然氣產根本無剩餘的可用於發電。
前述三國的已探明天然氣儲量分別為2,000億立方公尺、12,000億立方公尺和5,000億立方公尺。印度與這些國家進行能源貿易有顯著的互利機會。印度可向巴基斯坦和孟加拉國供應電力，以換取天然氣（透過管道輸送）。同樣的，印度可以在不丹、尼泊爾和緬甸透過BOT模式開發當地的水力發電項目。如果中國在西藏雅魯藏布大峽谷開發水力發電，印度或許也可嘗試與中國簽訂長期購電協議以取得電力。印度與鄰國在能源領域的合作能夠實現互利共贏。
印度國家電網與不丹同步互聯，與孟加拉國、緬甸和尼泊爾非同步互聯。目前有興建通往斯里蘭卡的海底輸電線互連線（印度-斯里蘭卡高壓直流互聯線路）從該國進口剩餘電力的建議。
尼泊爾於2015年從印度進口電力224.21MW，孟加拉國進口電力500MW。孟加拉國於2018年提議從印度進口10,000MW電力。為促進碳中和太陽能發電，印度倡議與英國及法國合作建立跨國電網綠色電網倡議，將其國家電網擴展東至越南，西至沙烏地阿拉伯，橫跨幅度近7,000公里。由於印度處於此大電網的中心位置，將能夠以更便宜的價格進口境外多餘太陽能光電，以滿足早晚尖峰負載需求，而無需建立成本昂貴的儲存設施。

## 政策框架
整體而言，印度的戰略是透過聯邦和邦政府提供財政誘因來鼓勵再生能源發展。憑藉印度自身豐富的太陽能資源和充足的高落差抽水蓄能發電潛力，估計該國僅靠再生能源就能滿足最終高峰人口的能源需求。印度政府於2021年將國家目標提高，預定到2030年的再生能源發電量將達到500吉瓦。 印度與運輸、採礦和製造業活動相關的能源消耗增加，需要在能源生產方面重新思考。印度大部分原油和天然氣依賴進口，其在2021年產生的負面影響（外部性或社會責任）高達化石燃料收入的五倍。
印度能源政策以實現能源自足、環保、抗暖化及永續發展為目標，具體如下列趨勢呈現。
| 目的                | 優先考慮燃料                                                               | 次優先燃料                                                               | 順序排於最末的燃料                                                   |
| ------------------- | -------------------------------------------------------------------------- | ------------------------------------------------------------------------ | -------------------------------------------------------------------- |
| 機動軍事裝備        | 本土柴油, 本土汽油                                                         | 燃料乙醇, 生質柴油                                                       | 無                                                                   |
| 航空運輸            | 生質柴油、生物甲醇及燃料乙醇。                                             | LNG, 氨                                                                  | 航空煤油                                                             |
| 海洋航運            | 生物甲醇、生質柴油、燃料乙醇、 核能及電池。                                | 裂解油、LNG,、壓縮天然氣（CNG）及燃料電池。                              | 重油，柴油                                                           |
| 重型車輛            | 燃料電池, 電池                                                             | 燃料乙醇、生物甲醇、生質柴油、LNG、CNG及液化石油氣（LPG）                | 柴油, 獸力                                                           |
| 四輪驅動乘用車      | 電池, 燃料電池                                                             | 生質柴油、燃料乙醇、生物甲醇、LPG及CNG                                   | 柴油, 汽油                                                           |
| 二輪或三輪乘用車    | 電池                                                                       | 生質柴油、燃料乙醇、生物甲醇、LPG及CNG                                   | 汽油, 獸力                                                           |
| 鐵路                | 電力, 燃料電池                                                             | 生質柴油、燃料乙醇、生物甲醇、LNG及LPG                                   | 柴油                                                                 |
| 照明/ 燈光          | 電力, 生物CNG                                                              | CNG, LPG                                                                 | 煤油                                                                 |
| 烹飪                | 電力、燃料乙醇及生物CNG                                                    | CNG, 生物炭                                                              | 煤油、LPG及薪柴                                                      |
| 空間溫度調節及熱水  | 電力、裂解油、生物炭、太陽能燃料乙醇、生物甲醇及生物CNG                    | CNG                                                                      | 煤油、LPG及薪柴                                                      |
| 商用 / 家用 - 工具  | 電力                                                                       | 電池、燃料乙醇及生物甲醇                                                 | 柴油、汽油、LPG及CNG                                                 |
| 工業機動裝備        | 電力、燃料乙醇、生物甲醇及生物CNG                                          | 生質柴油，裂解油                                                         | CNG、LPG、柴油及汽油                                                 |
| 工業供熱            | 電力、太陽熱能、生物質、裂解油及生物炭                                     | 生物燃氣、管道天然氣 (PNG)                                               | 煤油、LPG及薪柴                                                      |
| 尿素肥料            | 生物燃氣 / 合成氣、生物炭、電力及生物質                                    | 天然氣，本土石油焦                                                       | 石腦油, 煤碳                                                         |
| 管道輸送            | 電力                                                                       | 生質柴油、氫燃料電池                                                     | 天然氣, 柴油                                                         |
| 抽水                | 電力, 生質柴油                                                             | LPG                                                                      | 煤油、柴油及汽油                                                     |
| 農業-加熱及乾燥     | 生物質、裂解油及太陽能                                                     | LPG, 電力                                                                | 柴油，汽油                                                           |
| 農業- 使用工具      | 電力, LPG                                                                  | 生質柴油, 裂解油                                                         | CNG、柴油及汽油                                                      |
| 比特幣挖礦          | 碳中性電力                                                                 | 由化石燃料生產較便宜的電力。                                             | 由化石燃料生產成本高昂的電力                                         |
| 發電                | 太陽能、水力、生物質顆粒燃料、焦化生物質、生物炭、植物殘餘物及抽水蓄能發電 | CNG、 獸力（僅供高峰承載時）、電池儲能                                   | 汽油、柴油、LNG、LPG、低硫柴油、高硫重油、石腦油、核能、煤碳及石油焦 |
| 鋼鐵生產            | 再生電力、木炭及生物炭                                                     | 綠氫、LPG及CNG                                                           | 焦炭，煤碳                                                           |
| 水泥生產            | 本土石油焦、生物質、廢棄有機物、及再生電力                                 | LPG, CNG                                                                 | 煤碳                                                                 |
| 道路建設            | 生物瀝青, 碳中性水泥                                                       | 水泥                                                                     | 瀝青混凝土                                                           |
| 化工原料            | 由生物質生產的生物甲醇及綠氫、由再生電力生產的乙炔及氫氣和生物燃氣         | 代替天然氣、燃料乙醇、生質柴油、直接空氣捕獲及綠氫                       | 乙烷, 石腦油                                                         |
| 富含蛋白質牛/魚飼料 | CNG、PNG、生物燃氣及LNG                                                    | 代替天然氣、煤層氣、再生電力生產的合成天然氣基本題石油焦生產的合成天然氣 | 無                                                                   |
| 工業原材料          | 符合經濟原則即可                                                           | 無                                                                       | 無                                                                   |

## 節能與碳交易
最綠色的能源是不使用能源。節約能源已是一項重要的政策目標，印度國會為此於2001年9月通過《2001年節能法案（THE ENERGY CONSERVATION ACT, 2001）》。法案要求能源大戶遵守能源消耗標準，新建築要遵循節能建築規範，電器要符合能源性能標準並張貼能源消耗標籤。根據法案還設立印度能源效率局來執行規定。 納倫德拉·莫迪總理於2015年發起一項名為全民可負擔普照之光（LED），敦促人們使用LED燈代替白熾燈，以大幅降低照明電力需求和晚間高峰用電負荷。配電公司（DisCom）以補貼價格販售無碳刷直流風扇，來減少尖峰電力負載。
節能證書（PAT）、各種再生能源購買義務（RPO）和再生能源證書（REC）也定期在印度電力交易所進行買賣。 印度於2022年12月通過的《節能法》最新修正案中包括有碳交易、強制使用綠色燃料等條款。但截至2023年5月，印度尚未啟動碳排放交易體系或碳交易市場。

## 發電
印度公用事業發電廠截至2017年1月31日的裝置容量為314.64吉瓦，2015-16財政年度公用事業總發電量為11,683.59億千瓦時，包括發電廠自身消耗的輔助用電量。工業自備電廠裝置容量（1MW及以上）為50,289KW，於2016-17財政年度發電量為1,970億千瓦時。此外，還有近75,000MW總發電容量的柴油發電機組（每具機發電容量在100千伏安（KVA）至1000千伏安之間 ）。 印度於2016-17財政年度的人均用電量接近1,122千瓦時。
總裝機發電容量（截至2017年4月末）
| 能源     | 公用事業發電裝置容量 (MW) | %    | 自備發電容量 (MW) | %     |
| -------- | ------------------------- | ---- | ----------------- | ----- |
| 煤碳     | 194,402.88                | 59.9 | 29,888.00         | 59.43 |
| 水力     | 44,594.42                 | 14.0 | 64.00             | 0.11  |
| 再生能源 | 50,018.00                 | 15.9 | 包含於石油        | -     |
| 天然氣   | 25,329.38                 | 8.1  | 6,061.00          | 12.05 |
| 核能     | 6,780.00                  | 1.8  | -                 | -     |
| 石油     | 837.63                    | 0.3  | 14,285.00         | 28.41 |
| 合計     | 329,204.53                |      | 50,289.00         | 100   |

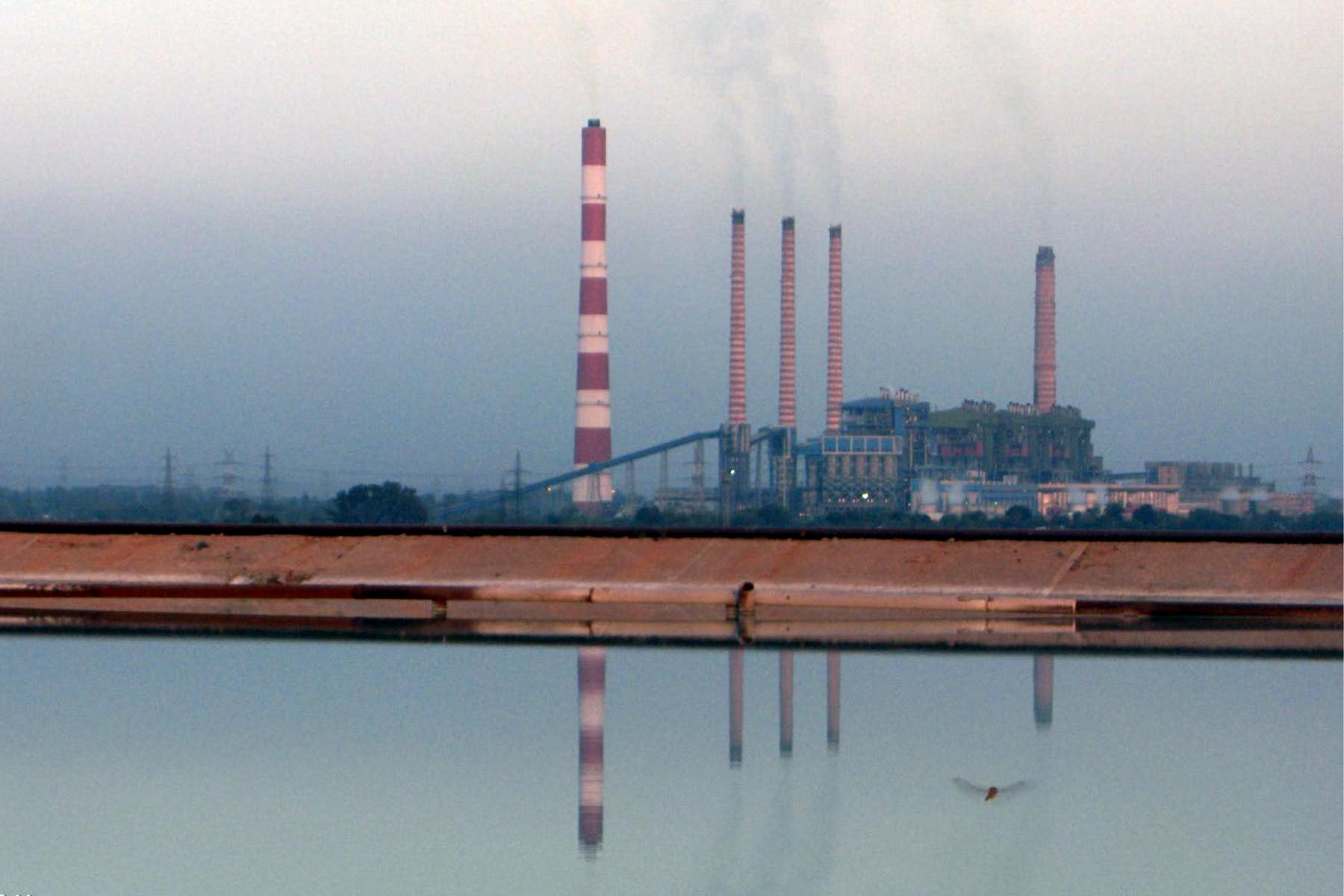
位於印度泰倫加納邦的大型印度國家熱電公司拉瑪古丹電廠（發電容量2,600MW）。

截至2017年4月30日，印度依行業及類型別的總裝機發電容量如下：
| Sector       | 火力 (MW)  | 火力 (MW) | 火力 (MW) | 火力 (MW)  | 核能 (MW) | 再生能源 (MW) | 再生能源 (MW) | 合計 (MW)  | %   |
| Sector       | 煤碳       | 天然氣    | 柴油      | 小計 火力  | 核能 (MW) | 水力          | 其他 再生能源 | 合計 (MW)  | %   |
| ------------ | ---------- | --------- | --------- | ---------- | --------- | ------------- | ------------- | ---------- | --- |
| 印度政府     | 55,245.00  | 7,490.83  | 0.00      | 62,735.83  | 6,780.00  | 11,651.42     | 0.00          | 81,167.25  | 25  |
| 印度各邦政府 | 65,145.50  | 7,257.95  | 363.93    | 72,767.38  | 0.00      | 29,703.00     | 1,963.80      | 104,447.28 | 32  |
| 私有電力產業 | 74,012.38  | 10,580.60 | 473.70    | 85,066.68  | 0.00      | 3,240.00      | 55,283.33     | 143,590.01 | 43  |
| 印度整體     | 194,402.88 | 25,329.38 | 837.63    | 220,569.88 | 6,780.00  | 44,594.42     | 57,260.23     | 329,204.53 | 100 |

| 年度    | 化石燃料  | 化石燃料 | 化石燃料 | 核能   | 水力    | 小 計     | 再生能源  | 再生能源 | 再生能源 | 再生能源 | 再生能源 | 再生能源 | 公用事業及自備發電 | 公用事業及自備發電 | 公用事業及自備發電 | 公用事業及自備發電 |
| 年度    | 煤碳      | 石油     | 天然氣   | 核能   | 水力    | 小 計     | 小型 水電 | 太陽能   | 風能     | 生物 質  | 其他     | 小 計    | 公用事業           | 自備發電           | 雜項               | 合計               |
| ------- | --------- | -------- | -------- | ------ | ------- | --------- | --------- | -------- | -------- | -------- | -------- | -------- | ------------------ | ------------------ | ------------------ | ------------------ |
| 2021–22 | 1,078,444 | 115      | 36,143   | 47,019 | 151,695 | 1,313,418 | 10,463    | 73,483   | 68,640   | 16,056   | 2,268    | 170,912  | 1,484,442          | 235,000            | na                 | 1,719,442          |
| 2020-21 | 981,239   | 129      | 51,027   | 42,949 | 150,305 | 1,225,649 | 10,258    | 60,402   | 60,150   | 14,816   | 1621     | 147,247  | 1,373,187          | 200,000            | na                 | 1,573,187          |
| 2019-20 | 995,840   | 108      | 48,497   | 46,381 | 155,970 | 1,246,796 | 9,366     | 50,103   | 64,639   | 13,843   | 366      | 138,318  | 1,385,114          | 239,567            | na                 | 1,622,983          |
| 2018-19 | 1,021,997 | 129      | 49,886   | 37,706 | 135,040 | 1,244,758 | 8,703     | 39,268   | 62,036   | 16,325   | 425      | 126,757  | 1,371,517          | 175,000            | na                 | 1,546,517          |
| 2017-18 | 986,591   | 386      | 50,208   | 38,346 | 126,123 | 1,201,653 | 5,056     | 25,871   | 52,666   | 15,252   | 358      | 101,839  | 1,303,493          | 183,000            | na                 | 1,486,493          |
| 2016-17 | 944,850   | 262      | 49,100   | 37,663 | 122,313 | 1,154,188 | 7,673     | 12,086   | 46,011   | 14,159   | 213      | 81,949   | 1,236,137          | 197,000            | na                 | 1,433,392/         |
| 2015-16 | 896,260   | 406      | 47,122   | 37,413 | 121,377 | 1,102,578 | 8,355     | 7,450    | 28,604   | 16,681   | 269      | 65,781   | 1,168,359          | 183,611            | na                 | 1,351,970          |
| 2014-15 | 835,838   | 1,407    | 41,075   | 36,102 | 129,244 | 1,043,666 | 8,060     | 4,600    | 28,214   | 14,944   | 414      | 61,780   | 1,105,446          | 166,426            | na                 | 1,271,872          |
| 2013-14 | 746,087   | 1,868    | 44,522   | 34,228 | 134,847 | 961,552   | na        | 3,350    | na       | na       | na       | 59,615   | 1,021,167          | 156,643            | na                 | 1,177,810          |
| 2012-13 | 691,341   | 2,449    | 66,664   | 32,866 | 113,720 | 907,040   | na        | na       | na       | na       | na       | 57,449   | 964,489            | 144,009            | na                 | 1,108,498          |
| 2011-12 | 612,497   | 2,649    | 93,281   | 32,286 | 130,511 | 871,224   | na        | na       | na       | na       | na       | 51,226   | 922,451            | 134,387            | na                 | 1,056,838          |

備註: 煤碳中包含褐煤、雜項包含緊急柴油發電機容量、*水力發電包括抽水蓄能發電，而na = 無資料
於2019-20財年的總發電量中（含公用事業及自備發電的），再生能源生產的佔比達到20%。

## 農村電氣化
截至2018年4月28日，印度所有農村均有電力可用 - 印度已實現所有城鄉家庭100%電氣化。截至2019年1月4日，有2,1188萬戶農戶通電，佔2,1,265萬戶農戶中的近100%。截至2019年1月4日，城鎮通電戶數為4,293.7萬戶，佔4,294.1萬城鎮戶數的近100%。在城市地區已有89%的家庭使用LPG。

## 外部連結
- Ready Reference Policy Handbook about India at one place
- The Carbon Brief Profile: India
- Latest news about Indian Power Sector at one place （页面存档备份，存于）
- Highlights of Rajasthan Solar Policy 2011 （页面存档备份，存于）
- Solar to light up Rural India （页面存档备份，存于）
- Map of oil and gas infrastructure (incomplete) （页面存档备份，存于）
- India's River-Linking Scheme: A case of troubled waters

Template:Policies of India
Template:Nuclear power in India